# 卡尼斯波因特鎮區 (新澤西州)
卡尼斯波因特鎮區（英語：Carneys Point Township）是位於美國新澤西州塞勒姆縣的一個鎮區。

## 地方資料
卡尼斯波因特鎮區的面積為46.05平方千米，當中陸地面積為43.80平方千米，而水域面積為2.25平方千米。根據2020年美國人口普查的數據，當地共有人口8637人，而人口密度為每平方千米187.56人。